# 2004 في منغوليا
فيما يلي قوائم الأحداث التي وقعت خلال عام 2004 في منغوليا.

## سياسة

### انتهاء فترة المنصب
- 20 أغسطس – نامبارين انخبايار رئيس وزراء منغوليا.

## رياضة
- 1 يناير – الدوري المنغولي لكرة القدم 2004 الفائز Khangarid FC [الإنجليزية]‏.

## برامج ومسلسلات وأنمي
- جنكيز خان